# Réactions internationales au conflit israélo-palestinien
Pour un article plus général, voir conflit israélo-palestinien.
Ce conflit suscite des réactions et mobilisations intellectuelles, physiques, politiques et parfois militaires dans de nombreux pays. Les réactions gouvernementales visent l'élaboration d'un processus de paix.

## Réactions au sein de l'Organisation des Nations unies
Résolutions du Conseil de sécurité des Nations unies :
- Résolution 181 (1947)
- Résolution 194 (1948), Résolution 242 (1967), Résolution 338 (1973), Résolution 1322 (2000), Résolution 1397 (2002), etc.

Résolutions de l'Assemblée générale des Nations unies :
Il existe un large consensus international à l'Assemblée Générale de l'ONU sur la manière de régler le conflit israélo-palestinien. Chaque année, l'assemblée générale de l'ONU vote une résolution intitulée "Règlement Pacifique de la Question de Palestine" qui demande à Israël de : 
- Se retirer des territoires occupés depuis 1967 y compris Jérusalem Est (d'après la résolution 242) ;
- Régler le problème des réfugiés de manière juste par le droit au retour ou à la compensation (d'après la résolution 194 (III))[1].

Cette résolution est chaque année approuvée par la plupart des pays du monde (environ 160) et rejetée par seulement les États-Unis, Israël, l'Australie et quelques îles du Pacifique (au total six ou sept pays).
- Résolution 181 de l’Assemblée générale de l’ONU (29 novembre 1947)
- Résolution 194, 1948
- Résolution 3236, 1974
- Résolution 3376, 1975. S'appuyant sur la 3236, fonde le Comité pour l'exercice des droits inaliénables du peuple palestinien et sa Division des droits des Palestiniens du secrétariat des Nations unies.
- Résolution 3379, 1975.
- Résolution 4686, 1991. Révoque la résolution 3379.

Comités et conférences à l'ONU :
- Comité pour l'exercice des droits inaliénables du peuple palestinien, créé en 1975
- Conférence de Durban

## Mobilisations internationales contre la politique israélienne

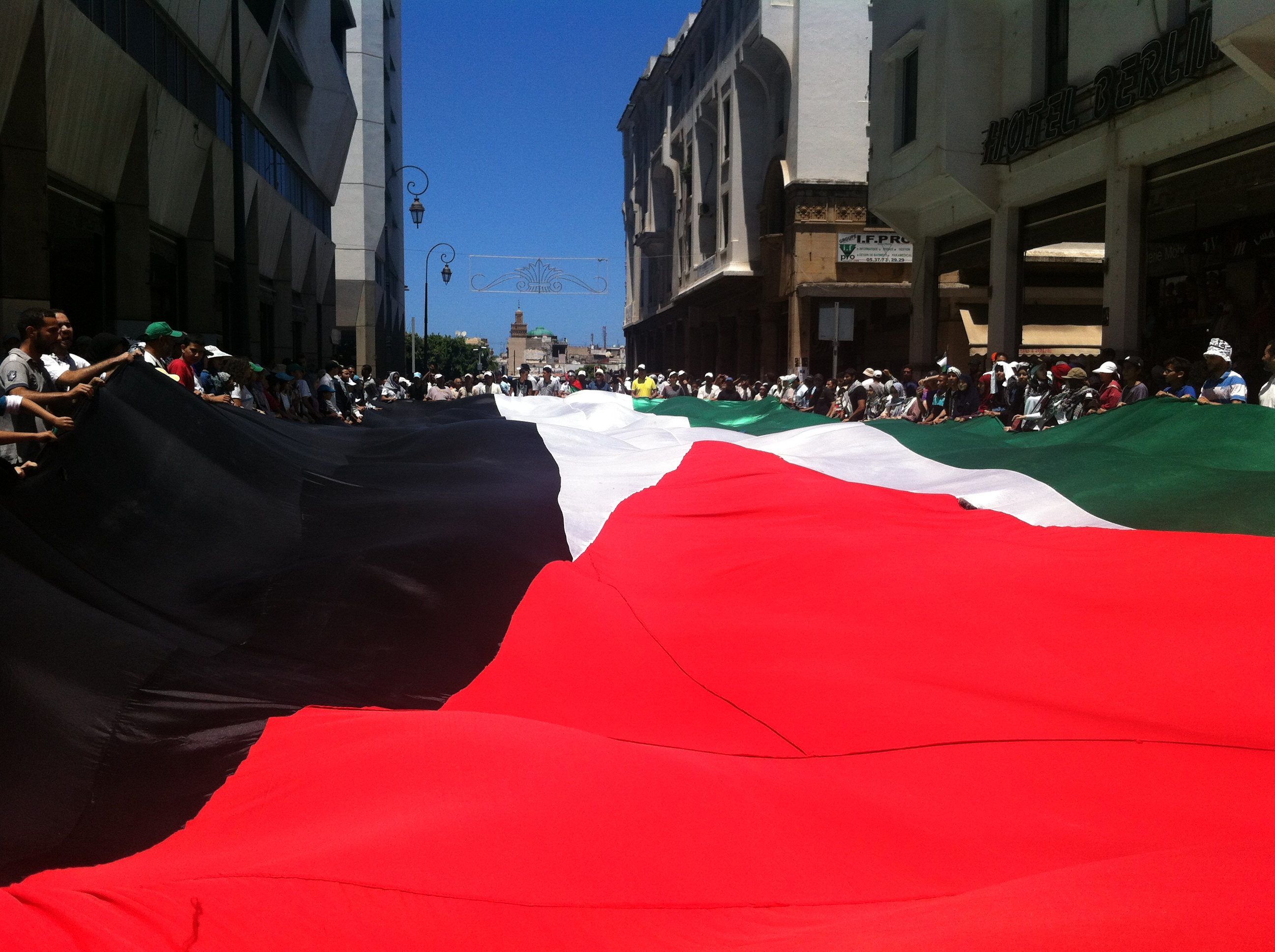
Manifestation à Rabat en soutien du peuple palestinien

- Le boycott d'Israël par des nations arabes, des sociétés et des individus, de 1945 à nos jours.
- « Boycott, désinvestissement et sanctions » est une campagne appelant à exercer toutes sortes de pressions économiques, académiques, culturelles et politiques sur Israël, lancée formellement le 9 juillet 2005 au nom de la société civile palestinienne en rassemblant 172 organisations  de Palestine[3].
- Free Gaza Movement est une coalition d'organisations et d'activistes enfreignant le Blocus de Gaza et fondée en 2006.
- La guerre de Gaza fin 2008 a suscité des protestations mondiales.
- Le Tribunal Russell sur la Palestine est un tribunal d'opinion, inauguré en mars 2009, pour « mobiliser les opinions publiques pour que les Nations unies et les États membres prennent les mesures indispensables pour mettre fin à l’impunité de l’État d’Israël, et pour aboutir à un règlement juste et durable de ce conflit »[4].